# Ньюфолден (город, Миннесота)
Ньюфолден (англ. Newfolden) — город в округе Маршалл, штат Миннесота, США. На площади 2,3 км² (2,3 км² — суша, водоёмов нет), согласно переписи 2002 года, проживают 362 человека. Плотность населения составляет 156,3 чел./км².
- Телефонный код города — 218
- Почтовый индекс — 56738
- FIPS-код города — 27-45520[1]
- GNIS-идентификатор — 0648528[2]